# Synomera ozarbica
Synomera ozarbica är en fjärilsart som beskrevs av George Francis Hampson. Synomera ozarbica ingår i släktet Synomera och familjen nattflyn. Inga underarter finns listade i Catalogue of Life.